# Julius Rockwell
Julius Rockwell (Colebrook, 1805. április 26. – Lenox, 1888. május 19.) az Amerikai Egyesült Államok szenátora (Massachusetts, 1854–1855).